# Deus Ex
Деус екс (енгл. Deus Ex, скраћено DX) је назив сајберпанк акционе игре улога, која комбинује елементе пуцачине из првог лица, стелта и игре улога. Игру је развила компанија Ајон сторм, а 2000. године издала компанија Аидос интеректив.
Првобитно објављен само за рачунаре које покреће Microsoft Windows, Деус екс је касније портован за Мекинтош системе, као и PlayStation 2 конзоле.

## Паралеле са стварним светом
Занимљиво је да се у игри у Њујорку 2052 не појављују куле близнакиње, са званичним објашњењем да су их терористи срушили. Заправо су изостављене због техничих могућности, тачније због меморије за текстуре, а онда је измишљен разлог за непојављивање (како каже Харви Смит, видео дизајнер у игри). Будући да је игра развијана доста пре напада 11. септембра, ова чињеница је касније изазивала доста чуђења.